# Iêda Maria Vargas
Iêda Maria Britto Vergas (Porto Alegre, 31 dicembre 1944) è una modella brasiliana, incoronata Miss Universo 1963.
La Vargas è stata la prima donna brasiliana a vincere un titolo internazionale in un concorso di bellezza. Durante il suo anno di regno, aprì il Capital Plaza Mall a Landover Hills, un sobborgo di Washington
Dopo aver vissuto a Miami per cinque anni, Iêda Maria Vargas è ritornata a vivere in Brasile, dove ha praticamente abbandonato la vita pubblica. Nel 1968, Martha Vasconcellos proveniente da Salvador è diventata la seconda brasiliana a vincere il titolo di Miss Universo.